# محمود جم

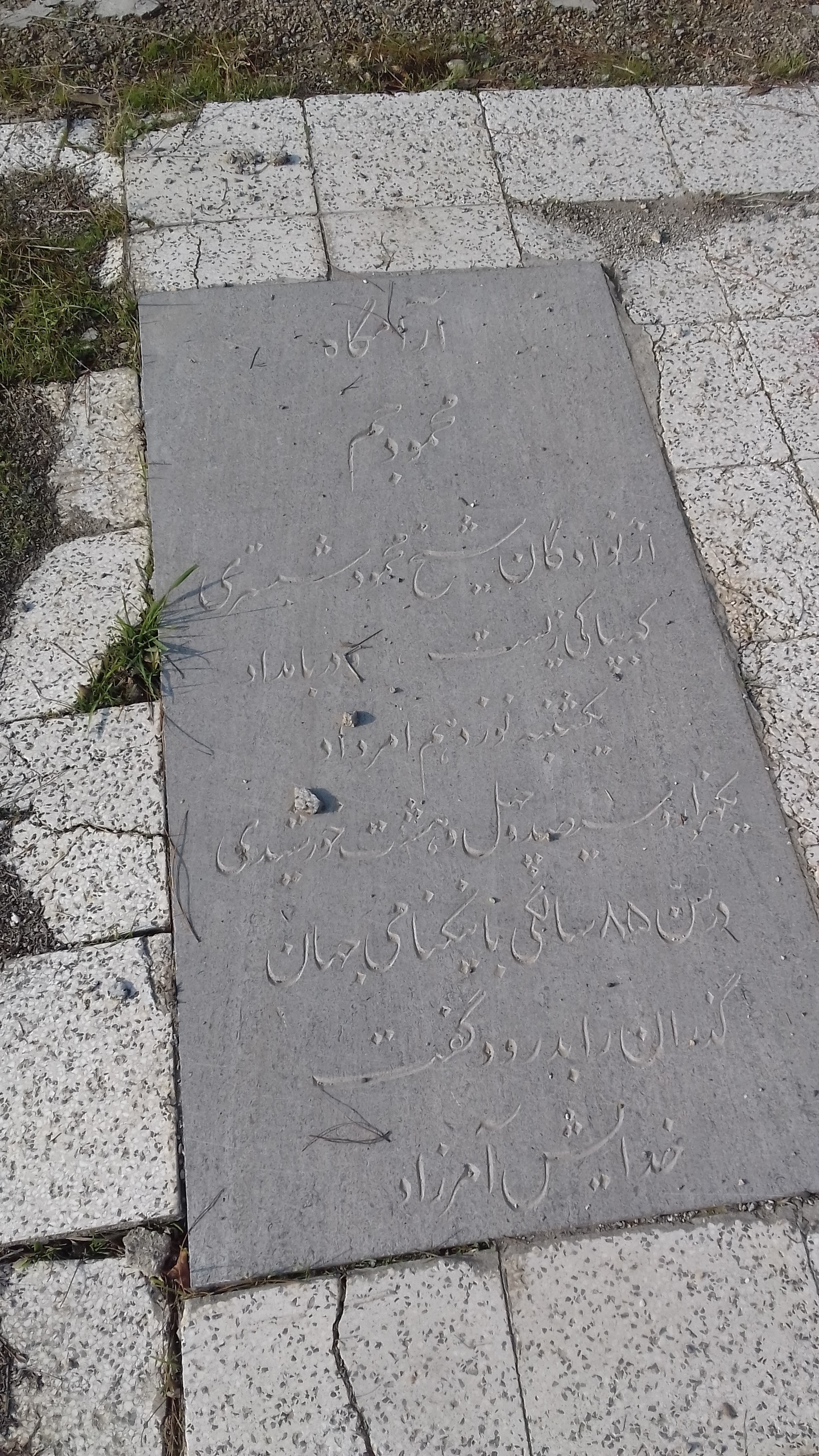

محمودخان مدیرالملک (۱۲۵۹ تبریز – ۱۹ مرداد ۱۳۴۸ تهران) که نام خانوادگی جَم را برگزید، سیاستمدار ایرانی از اواخر دوران قاجار و نخست‌وزیر ایران در دوران رضاشاه بود. او اولین رئیس دولت در تاریخ ایران است که عنوان نخست‌وزیر برایش به کار رفت.

## آغاز کار
پدرش محمدصادق کرمانی از کارمندان دولت بود که از کرمان به تبریز مهاجرت کرده بود. تحصیلاتش را در مدارس جدید در تبریز، از جمله مدرسه میسیونرها (مبلّغان مذهبی مسیحی) به پایان برد. چون زبان فرانسوی را در این مدرسه به خوبی فراگرفته بود، نزد کوپن داروساز فرانسوی و پزشک مخصوص محمدعلی میرزا مشغول به کار شد و از این راه به دستگاه ولیعهد راه یافت.
در ۱۲۸۸ راهی تهران شد. ابتدا به‌عنوان مترجم در گمرک و سپس به واسطه نفوذ حسینقلی نواب وزیر امور خارجه دولت مستوفی‌الممالک (که از بستگان او بود)، به عنوان منشی در سفارت فرانسه مشغول به کار شد. در ۱۲۹۸ به دستور وثوق‌الدوله به وزارت مالیه انتقال یافت و رئیس انبار غله دولتی شد. در همان سال به پیشنهاد وثوق‌الدوله و تصویب احمدشاه، لقب مدیرالملک به او داده شد. سال بعد در دولت میرزا حسن خان مشیرالدوله به ریاست خزانه‌داری کل کشور رسید.

## وزارت
دورهٔ اصلی زندگی سیاسی مدیرالملک با کودتای سوم اسفند ۱۲۹۹ آغاز شد. او در جریان کودتا بازداشت و سپس آزاد و در هشتم اسفند در دولت سید ضیاءالدین طباطبایی وزیر امور خارجه و پس از چندی وزیر مالیه شد. بهمن سال بعد معاون و عملاً سرپرست وزارت داخله در دولت مشیرالدوله شد. رضاخان سردار سپه که در سال ۱۳۰۲ نخست‌وزیر شد، وزارت مالیه را به مدیرالملک سپرد اما سال بعد او را کنار گذاشت.

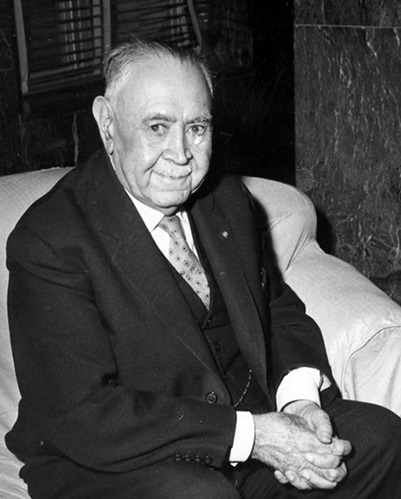
محمود جم

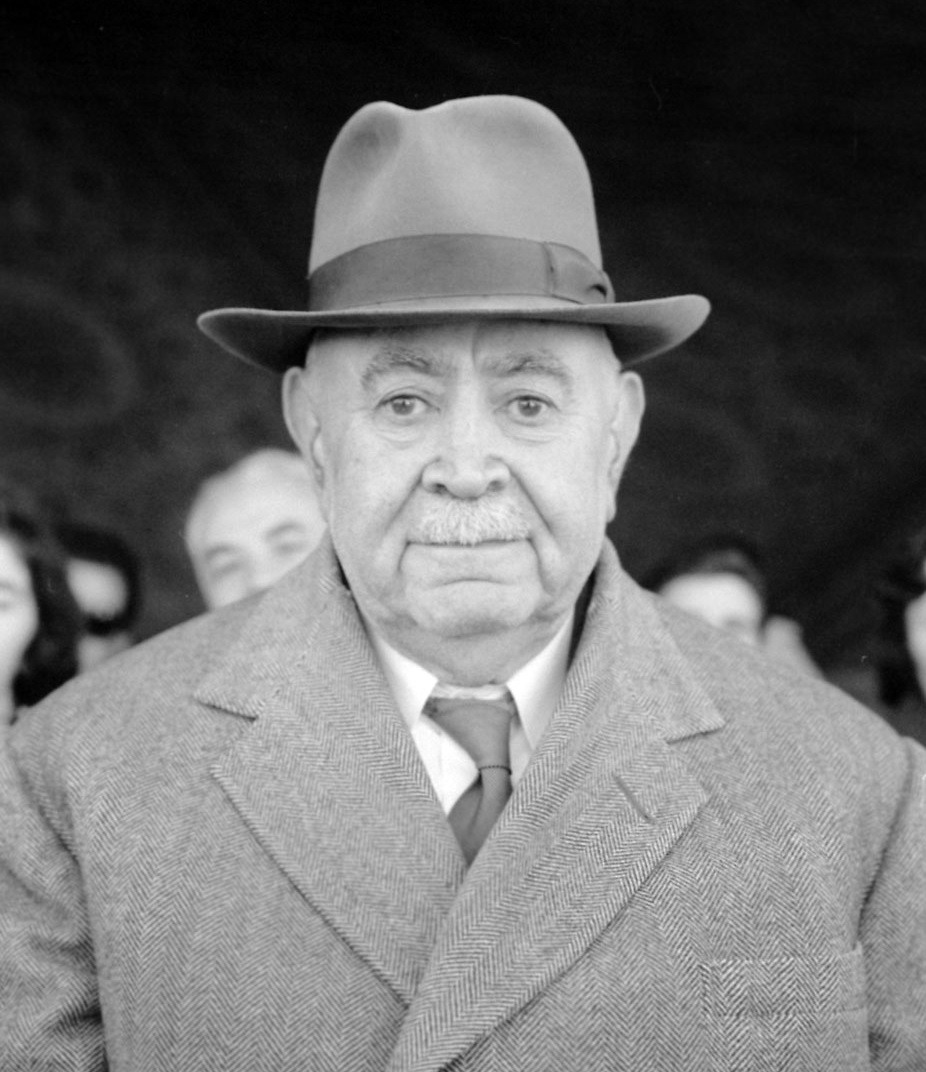
محمود جم

در دوران پادشاهی رضا شاه، محمود جم عهده‌دار معاونت نخست‌وزیر در دولت‌های محمدعلی فروغی و میرزا حسن مستوفی‌الممالک تا اینکه مخبرالسلطنه هدایت در سال دوم نخست‌وزیری‌اش، او را در چهارم دی ۱۳۰۷ به عنوان وزیر فواید عامه به مجلس شورای ملی معرفی کرد. جم تا شهریور ۱۳۰۸ بر این سمت ماند و سپس والی کرمان و پس از آن، خراسان شد تا اینکه در سال ۱۳۱۲ محمدعلی فروغی برای دومین بار نخست‌وزیر شد و در ۲۶ شهریور جم را به عنوان وزیر داخله (کشور) به مجلس معرفی کرد.

## نخست‌وزیری
در آذر ۱۳۱۴ پس از سقوط دولت فروغی، محمود جم مأمور تشکیل دولت شد. او همان کابینه محمدعلی فروغی را عیناً در سیزدهم آذر به مجلس معرفی کرد و تا سال ۱۳۱۸ نخست‌وزیر بود. دورهٔ نخست‌وزیری جم یکی از طولانی‌ترین دوره‌های نخست‌وزیری در حکومت رضاشاه بود، و شاهد بسیاری از رویدادهای سیاسی و اجتماعی بود که از مهم‌ترین آن‌هاست: واقعهٔ کشف حجاب، قرارداد تقسیم آب هیرمند میان ایران و افغانستان در ۱۳۱۷، خودکشی علی‌اکبر داور وزیر مالیه در ۱۳۱۵، امضای پیمان عدم تعرض بین چهار دولت ایران، عراق، افغانستان و ترکیه، به نام پیمان سعدآباد، و پایان احداث راه‌آهن سراسری ایران.
جم همچنین در خرداد ۱۳۱۷ به مصر رفت و رسماً پرنسس فوزیه خواهر پادشاه مصر را برای ولیعهد خواستگاری کرد. در چهاردهم آبان آن سال نیز لایحه‌ای به تصویب مجلس شورای ملی رساند که با تفسیر اصل ۳۷ متمم قانون اساسی منع قانونی برای این ازدواج را از میان برداشت. این اصل از قانون اساسی شرط کرده بود که مادر ولیعهد باید ایرانی‌الاصل باشد اما با لایحه دولت جم که مجلس تصویب کرد، مادر ایرانی‌الاصل اعم از مادری شد که از پدر ایرانی متولد شده باشد یا اینکه قبل از عقد ازدواج با پادشاه یا ولیعهد ایران، «به اقتضای مصالح عالیه کشور به پیشنهاد دولت و تصویب مجلس شورای ملی به موجب فرمان پادشاه عصر صفت ایرانی به او اعطا شده باشد».

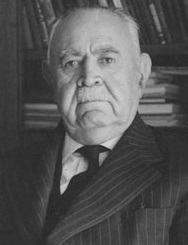
محمود جم

بنابر این تفسیر، دولت در هشتم آذر لایحه‌ای به مجلس فرستاد که پیشنهاد می‌کرد «به والاحضرت فوزیه دختر اعلیحضرت مرحوم ملک فؤاد و خواهر اعلیحضرت ملک فاروق پادشاه مصر به موجب فرمان همایونی صفت ایرانی اعطا شود». مجلس همان روز این لایحه را تصویب کرد.
در دوران نخست‌وزیری محمود جم فرهنگستان زبان فارسی تشکیل شد و برای بسیاری از اصطلاحات اداری و سیاسی رایج، جایگزین فارسی تعریف کرد. نام‌های وزارت‌خانه‌ها در زمان نخست‌وزیری جم در مهر ۱۳۱۷ به نام‌های فارسی تغییر یافت. عنوان رئیس‌الوزراء نیز که از زمان مشروطیت باب شده بود، به نخست‌وزیر تغییر یافت و جم اولین رئیس دولت در تاریخ ایران شد که نخست‌وزیر نامیده شد.
در آبان ۱۳۱۸ احمد متین دفتری مأمور تشکیل دولت و محمود جم وزیر دربار شد. در شهریور ۱۳۲۰ مأمور شد رضاشاه و همراهان او را در راه خروج از کشور تا بندرعباس بدرقه کند. در اسفند ۱۳۲۰ به عنوان سفیر ایران به مصر رفت و تا خرداد ۱۳۲۶ در این سمت بود.
جم پس از بازگشت به ایران، در شهریور ۱۳۲۶ در دولت احمد قوام وزیر جنگ شد و پس از سقوط دولت قوام در آذر آن سال بار دیگر وزیر دربار شد تا مهر ۱۳۲۸ که به عنوان سفیر به ایتالیا فرستاده شد. در مرداد ۱۳۲۹ به ایران بازگشت و دورهٔ کوتاهی در سال ۱۳۳۳ استاندار آذربایجان شد. در دورهٔ دوم مجلس سنا در ۱۳۳۲ نماینده کرمان در مجلس سنا بود.
در سال ۱۳۳۶ در پی کوشش محمدرضا شاه پهلوی برای ایجاد احزاب پارلمانی در ایران، جم به ریاست شورای مرکزی حزب تازه‌تأسیس ملّیون انتخاب و مأمور تهیهٔ اساسنامهٔ آن حزب شد. عضویت محمود او در دوره‌های سوم، چهارم و پنجم مجلس سنا تا پایان عمرش در نوزدهم مرداد ۱۳۴۸ ادامه داشت.

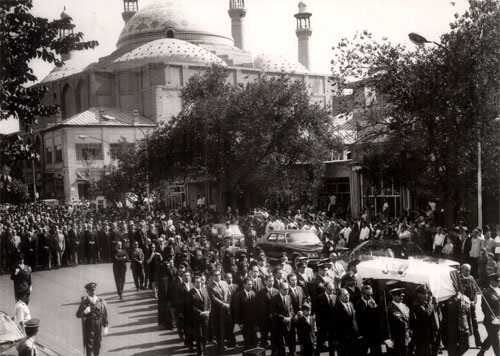
مراسم خاکسپاری محمود جم

## نگارخانه

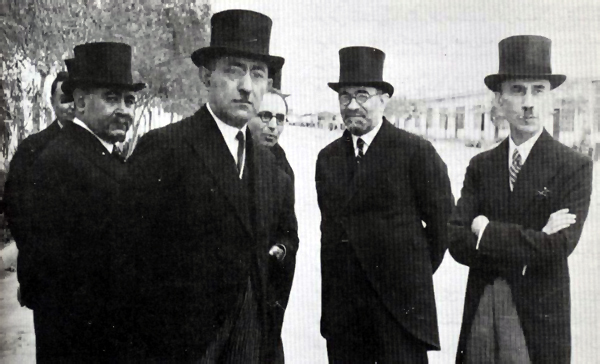
از راست: علی منصور، محمدعلی فروغی، مصطفی‌قلی بیات، علی‌اکبر داور و محمود جم